# Dorfrock (Schmadebeck)

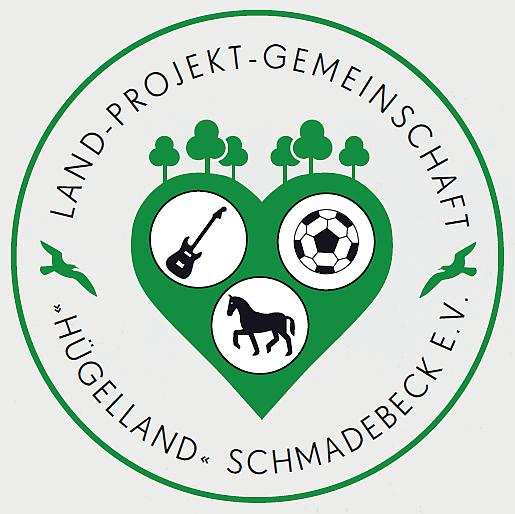
Logo der Land-Projekt-Gemeinschaft „Hügelland“ Schmadebeck e. V.

Der Dorfrock in Schmadebeck bei Kröpelin war eine von 1996 bis 2022 jährlich im Rahmen des zweitägigen Dorffestes stattfindende Veranstaltung und stellte ein Zentrum der regionalen, dörflichen Kultur in Mecklenburg-Vorpommern dar. Vor allem bekannte Bands und Musiker aus der ehemaligen DDR, aber auch aus ganz Deutschland, traten seit 1996 hier auf. Besondere Bedeutung hatte der Dorfrock in Schmadebeck als Plattform für den Auftritt regionaler Nachwuchsmusiker, die neben den etablierten Bands auf der Bühne standen. Veranstalter war die Land-Projekt-Gemeinschaft Schmadebeck e. V. (L.P.G.).
Um den Charakter der Veranstaltung als Dorfrock im Rahmen des Dorffestes zu erhalten, wurde die Veranstaltung nur in einem begrenzten Rahmen beworben und die Zahl der Zuschauer bewegte sich in der Regel zwischen 500 und 1.000. Eine Ausnahme war der Auftritt der Puhdys 2004 mit eigener Bühne anlässlich ihres 35-jährigen Bühnenjubiläums, der von etwa 4.000 Zuschauern verfolgt wurde.
Eine besondere Bedeutung kam dem Dorfrock in Schmadebeck bei der Einrichtung des Ostrockmuseums in Kröpelin zu, dessen Eröffnung anlässlich des 20. Dorfrocks am 3. Juli 2015 stattfand.
Als Nachfolger des Dorfrocks wurde 2024 das Projekt „Rockdorf Schmadebeck“ gegründet, welches am 2. November 2024 mit ROCKDORF 1 und dem Auftritt der AC/DC Tribute Band Black Rosie im Klangatrium Schmadebeck startet.

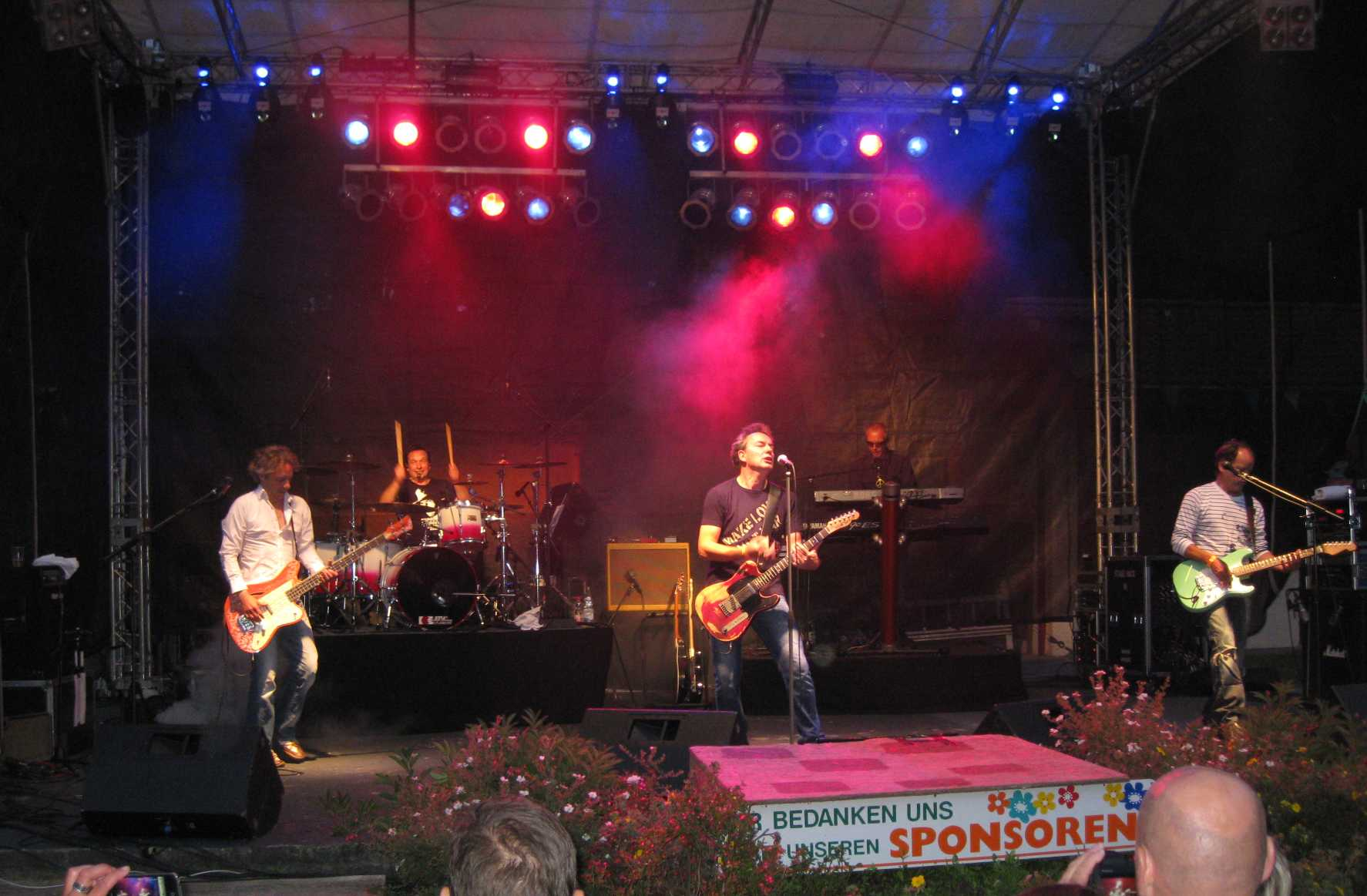
Rockhaus beim XVI. Dorfrock am 1. Juli 2011
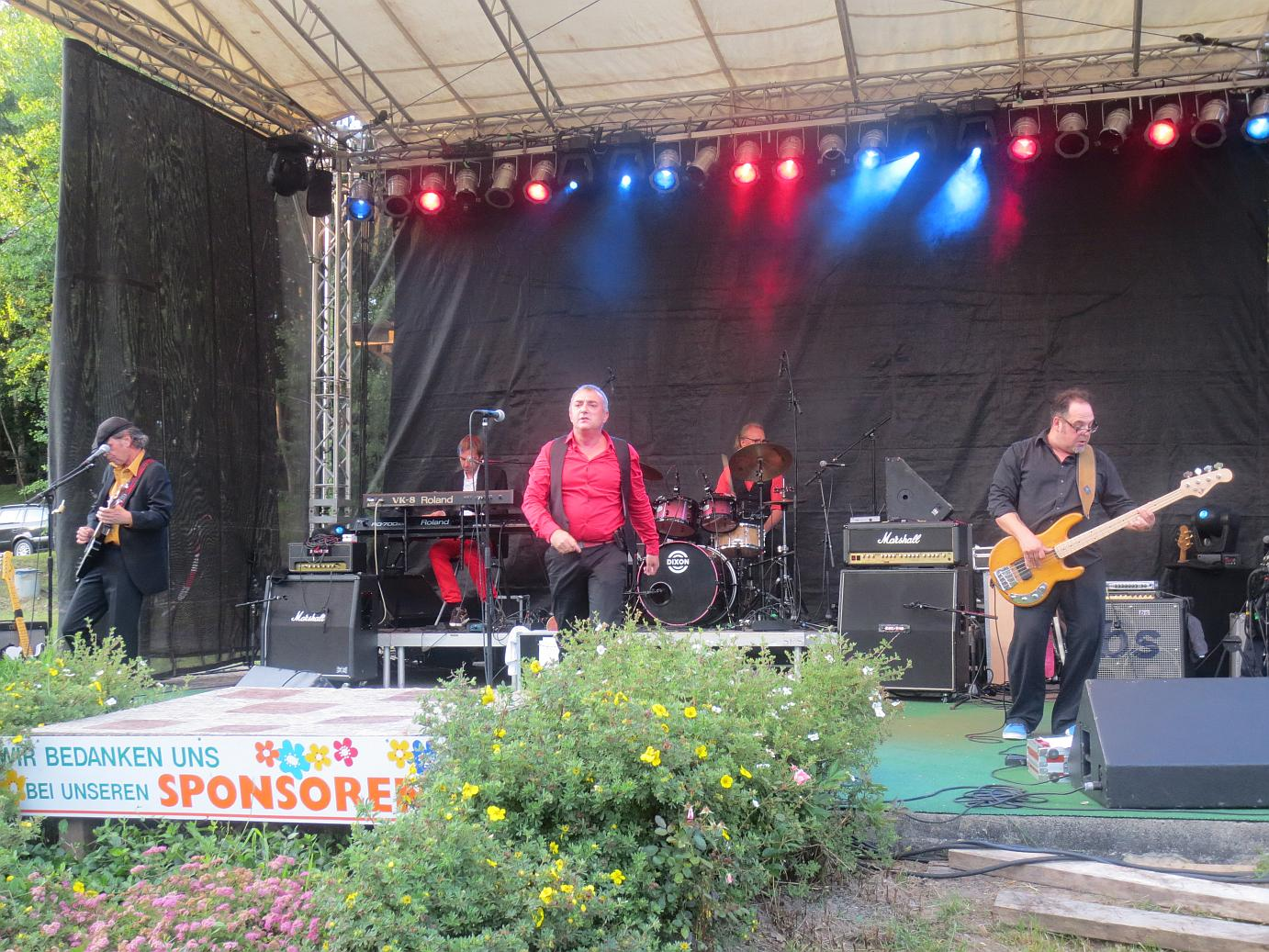
Pankow beim XVIII. Dorfrock am 5. Juli 2013
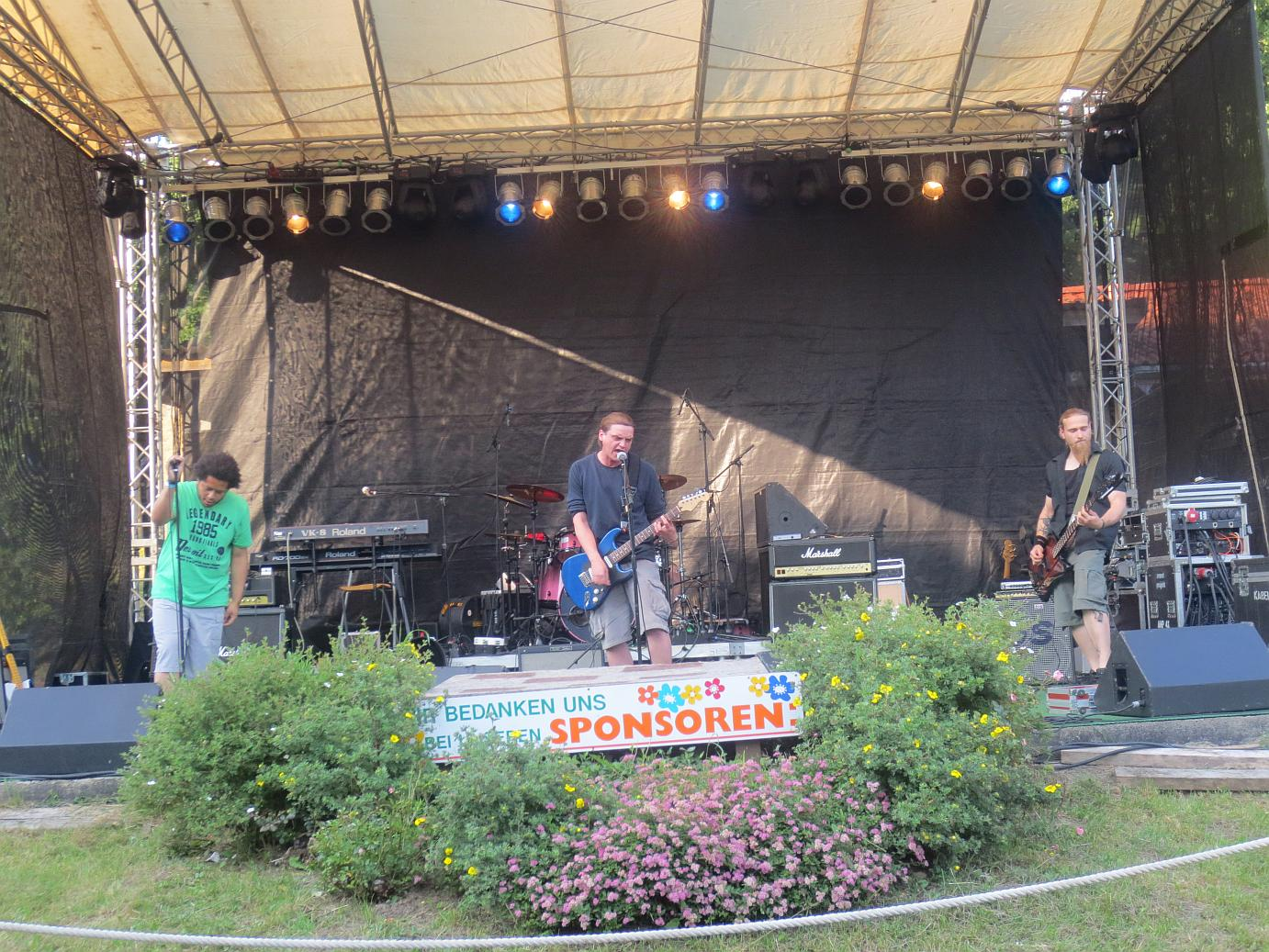
Spasmodic Creep beim XVIII. Dorfrock am 5. Juli 2013
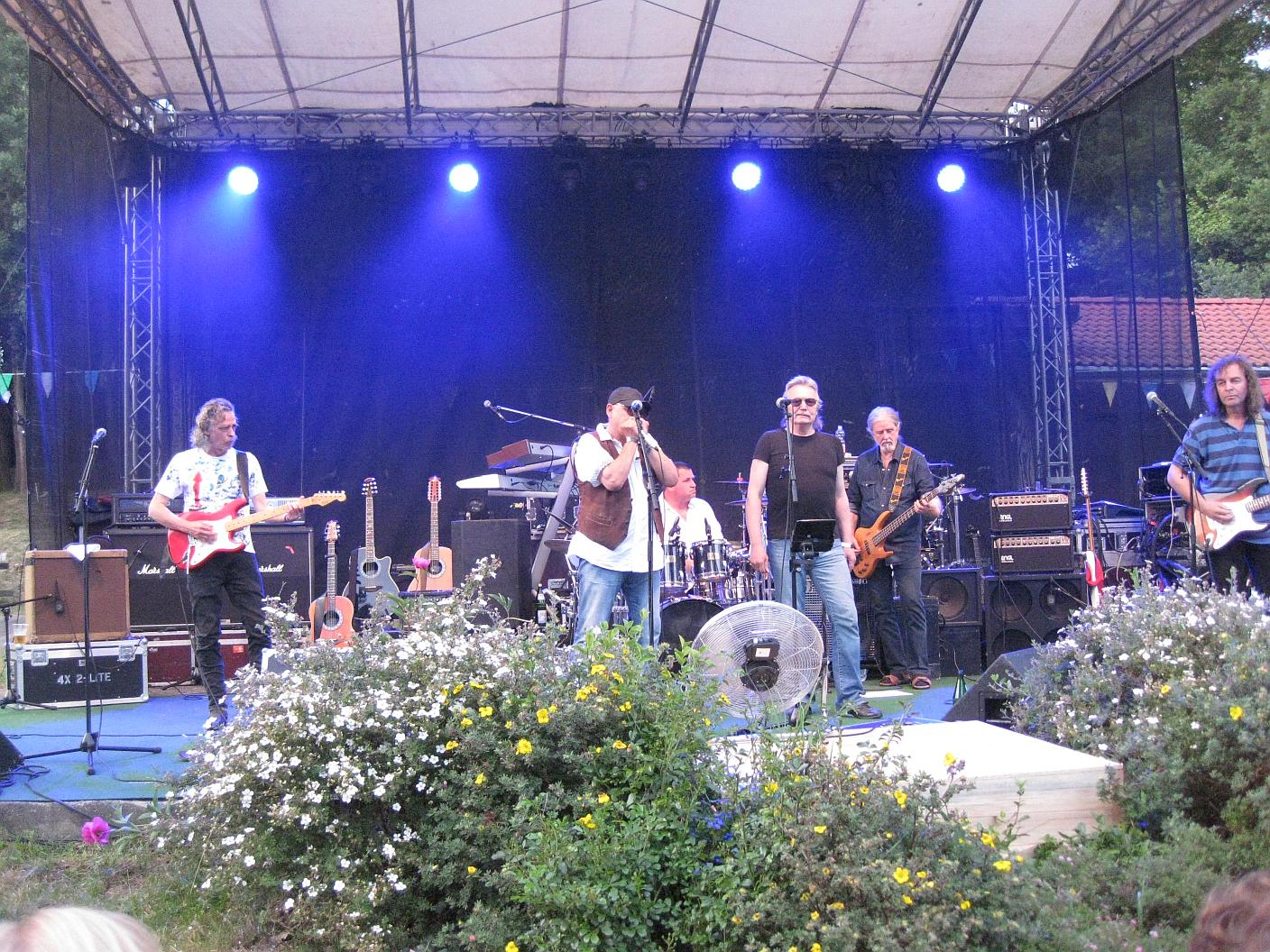
Speiches Monokel und Frank Gala Gahler beim XX. Dorfrock am 3. Juli 2015
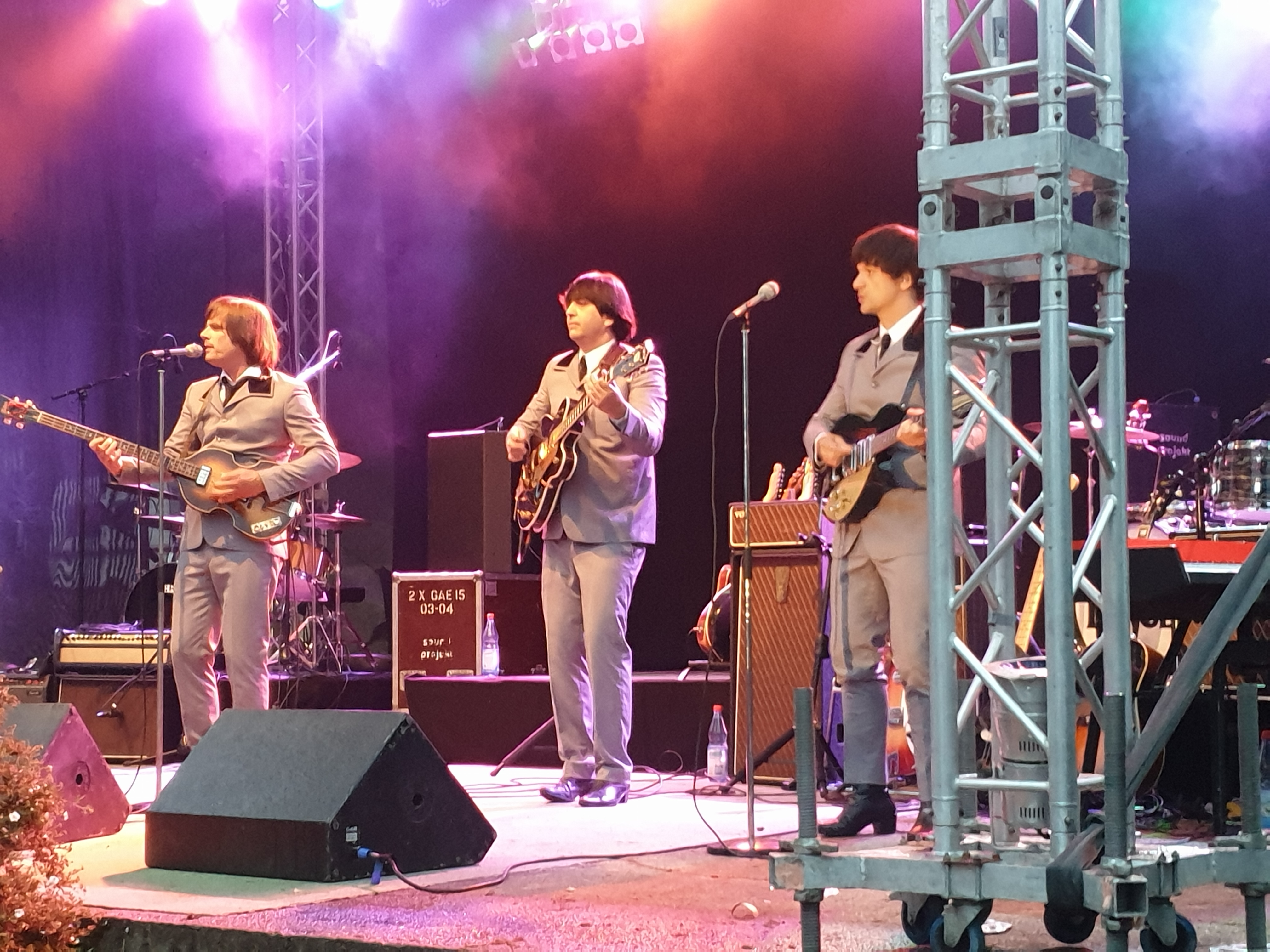
Pangea beim XXV. Dorfrock am 1. Juli 2022

Beim Dorfrock in Schmadebeck traten folgende Bands und Musiker auf:
| Dorfrock-Nr. | Jahr | Bands |
| ------------ | ---- | --- |
| I            | 1996 | Renft |
| II           | 1997 | Berluc |
| III          | 1998 | City |
| IV           | 1999 | Stern-Combo Meißen, Renft                                                                                               |
| V            | 2000 | Karat |
| VI           | 2001 | Solid Rock, Ute Freudenberg, Cäsar und die Spieler                                                                      |
| VII          | 2002 | Solid Rock, Torfrock, Seelen Los                                                                                        |
| VIII         | 2003 | Her and iron horses, Lift, Starfucker                                                                                   |
| IX           | 2004 | BLANK, Puhdys |
| X            | 2005 | Schülerband ABACE, Veronika Fischer & Band, Renft                                                                       |
| XI           | 2006 | Jürgen Kerth, Petra Zieger, Starfucker                                                                                  |
| XII          | 2007 | Breaker, Andrea Timm, Karat                                                                                             |
| XIII         | 2008 | Spasmodic Creep, Electra, Demon’s Eye                                                                                   |
| XIV          | 2009 | Red Poison, Karussell, Black Rosie (The female Tribute to AC/DC)                                                        |
| XV           | 2010 | Point Of No Return, Transit, Stahlzeit                                                                                  |
| XVI          | 2011 | High Pink, Rockhaus, Die Toten Ärzte                                                                                    |
| XVII         | 2012 | High Pink, Renft mit Ritchie Barton als Gastmusiker, Four Roses                                                         |
| XVIII        | 2013 | Spasmodic Creep, Pankow, Black Rosie                                                                                    |
| XIX          | 2014 | Rage N’ Love, Stern-Combo Meißen, KISS Forever Band                                                                     |
| XX           | 2015 | Evenflow, Speiches Monokel und Frank Gala Gahler, City                                                                  |
| XXI          | 2016 | ATLAS Revival Projekt, Engerling, Christian Kuno Kunert, Renft und Moritz Peter Gläser                                  |
| XXII         | 2017 | Rooster’s Farm, Karussell, Quotime (Tribute to Status Quo)                                                              |
| XXIII        | 2018 | Jugendblasorchester Kühlungsborn, Klosterbrüder mit den Gästen Gisbert Piatkowski und Beata Kossowska, CCR Revival Band |
| XXIV         | 2019 | NORDROCK-Band, MY'TALLICA (Tribute to Metallica), APFELTRAUM                                                            |
| XXV          | 2022 | Pankow, Pangea (The Beatles Revival Band), Starfucker                                                                   |